# American Way (revista)
American Way é uma revista gratuita disponível em toda a frota da American Airlines e nos lounges premium do Admirals Clubs. A revista foi publicada pela primeira vez em 1966. É publicada mensalmente e atinge mais de 16 milhões de passageiros todos os meses.
Em 2014, a American Airlines escolheu a empresa Ink como a nova editora da American Way, após cinquenta anos de publicação pela editora de Dallas, Fort Worth. A revista é publicada em três idiomas: inglês, espanhol e português. A primeira edição pela editora Ink foi lançada em janeiro de 2015 com uma edição de capa dupla com o astro do rock Dave Grohl e a banda Foo Fighters, divulgando um novo design e uma nova visão editorial aliando  celebridades internacionais, destinos de classe mundial e histórias extraordinárias, como aventuras e superações.
Personalidades como Jason Momoa, Sylvester Stallone, John Legend, Kate Hudson, Jennifer Lopez, Kristen Bell e Demi Lovato já foram capas da revista.
É citada na série de humor estadunidense, The Office, pelo personagem Michael Scott de Steve Carell como uma de "suas leituras essencais" no episódio entitulado "Hot Girl" de sua primeira temporada lançada em 2005.